# The Cherry Orchard (film, 1962)
The Cherry Orchard är en brittisk TV-film från 1962 i regi av Michael Elliott. Filmen är baserad på Anton Tjechovs pjäs Körsbärsträdgården från 1904. I huvudrollerna ses Peggy Ashcroft och John Gielgud.

## Handling
Madame Ranevskaja, en rysk aristokrat återvänder hem till Ryssland efter en resa till Paris. Där hemma väntar det belånade familjegodset, med tillhörande praktfulla trädgård med körsbärsträd, vilket är på väg att gå förlorat. I sin förnekelse fortsätter hon att leva i det förflutna, istället för att rädda Körsbärsträdgården.

## Rollista i urval
- Peggy Ashcroft - Madame Lyubov Andreyevna Ranevsky
- John Gielgud - Leonid Andreyevich Gaev, Lyubovs bror
- Dorothy Tutin - Varya, Lyubovs adoptivdotter
- Judi Dench - Anya, Lyubovs dotter
- George Murcell -Yermolai Alexeyevich Lopahin
- Patsy Byrne - Dunyasha, jungfrun
- Patrick Wymark - Semion Panteleyevich Epihodov
- Roy Dotrice - Firs, betjänt
- Paul Hardwick - Simyon Pishchik
- Patience Collier - Charlotta Ivanovna, guvernant
- David Buck - Yasha, betjänt
- Ian Holm - Piotr Sergeyevich Trofimov